# Themis Regio
Themis Regio is een regio op de planeet Venus. Themis Regio werd in 1982 genoemd naar Themis, een Titanide uit de Griekse mythologie.
De regio heeft een diameter van 1811 kilometer en bevindt zich in het gelijknamig quadrangle (V-53).